# نالژوویتسه
نالژوویتسه (به چکی: Nalžovice) یک منطقهٔ مسکونی در جمهوری چک است که در ناحیه پریبرام واقع شده‌است.